# 제17회 서울국제사랑영화제
제17회 서울국제사랑영화제는 2020년 6월 2일에 열린 시상식이다.

## 수상 및 후보

### 기독영화인상
- 김학중 수상

### 아가페 초이스
- 히든 라이프 - 테렌스 맬릭
- 어 뷰티풀 데이 인 더 네이버후드 - 마리엘 헬러
- 허니랜드 - 타마라 코테브스카 외 1명
- 기도하는 남자 - 강동헌
- 필스 굿 맨 - 아서 존스

### 미션 초이스
- 기적의 소년 - 록산느 더우손
- 엠마누엘 - 브라이언 아이비
- 조선의 별, 박 에스더가 남긴 선물 - 이제선

### 필름포럼 초이스
- 아담 - 마리암 투자니
- 페인티드 버드 - 바츨라프 마르호울
- 산티아고의 흰 지팡이 - 이종은

### 특별전
- 더 데칼로그 IV - 크쥐시토프 키에슬로프스키
- 첫사랑 - 크쥐시토프 키에슬로프스키
- 평화와 평온 - 크쥐시토프 키에슬로프스키
- 백년의 기억 - 피에르 올리비에 프랑수아
- 바다로 가자 - 김량